# Hamid Oualich
Hamid Oualich (Ouarzazate, 26 april 1988) is een Franse middellangeafstandsloper, die gespecialiseerd is in de 800 m.

## Biografie
In 2010 kon Oualich zich plaatsen voor de finale van de 800 m op de Europese kampioenschappen in Barcelona. In deze finale eindigde Oualich op de achtste en laatste plaats.

## Titels
- Frans kampioen 800 m – 2010, 2013

## Persoonlijke records
Outdoor
| Afstand | Prestatie | Datum       | Plaats    |
| ------- | --------- | ----------- | --------- |
| 800 m   | 1.45,91   | 2 juli 2013 | Tomblaine |

Indoor
| Afstand | Prestatie | Datum           | Plaats |
| ------- | --------- | --------------- | ------ |
| 800 m   | 1.48,19   | 8 februari 2011 | Liévin |

## Palmares

### 800 m
- 2010: 7e EK – 1.49,77
- 2013: 6e Jeux de la Francophonie - 1.50,27